# Füchse Berlin Reinickendorf
Füchse Berlin Reinickendorf (voller Name: Füchse Berlin Reinickendorf Berliner Turn- und Sportverein von 1891 e. V.) ist ein 1891 gegründeter Sportverein aus Berlin-Reinickendorf. Bis April 2012 hieß der Verein offiziell Reinickendorfer Füchse e. V. Berliner TSV von 1891. Der Verein bietet mehrere Abteilungen an, von denen die Handball- und die Fußballabteilung die bekanntesten sind. Darüber hinaus werden auch Basketball, Beachvolleyball, Bowling, Boxen, Cheerleading, Cricket, Hockey, Jazz Dance, Futsal, Schwimmen, Speed Badminton, Streetdance, Tennis, Tischtennis, Turnen und Volleyball angeboten. Präsident ist seit Mai 2005 der Reinickendorfer Unternehmer und ehemalige  CDU-Bundestagsabgeordnete Frank Steffel.

## Geschichte

Bis 2012 verwendetes Vereinswappen

Der Männer-Turn-Verein (MTV) Reinickendorf wurde 1891 gegründet und 1893 in Turnverein Dorner umbenannt (nach dem verstorbenen Städtischen Turnwart Adolf Dorner). Eine weitere Umbenennung in Turn- und Sportverein Dorner 1891 folgte 1903. Mit Spielern von Concordia 95 Reinickendorf fusionierte der Verein 1925 zum RFC Halley-Concordia. 1937 vereinigten sich die Vereine TSV Dorner 1891, RFC Halley-Concordia 1910 und Reinickendorfer Hockeyclub zum Turn- und Rasensportverein (TuRa) Reinickendorf. Der TuRa wurde 1945 aufgelöst, daraufhin bildete sich der SG Reinickendorf Ost. 1948 gründeten sich die Reinickendorfer Füchse BTSV von 1891. Das Hallenhandball-Jugendturnier wurde erstmals 1978 ausgetragen. Die Füchse Berlin lösten sich 2005 für den Handball-Profibereich aus dem Verein heraus und gründeten eine GmbH. Der Gesamtverein wurde 2012 in Füchse Berlin Reinickendorf BTSV von 1891 e. V.  umbenannt.

## Handball

### Männer
Nachdem die Reinickendorfer Füchse bereits in den 1980er Jahren erfolgreich in der Handball-Bundesliga spielten – bekannte Spieler waren damals die Jugoslawen Predrag Timko, „Noka“ Serdarušić und Vladimir Vukojeuch sowie die Nationalspieler Klaus Wöller, Roberto Pries, Walter Don, Bernd Timm und Klaus Kuhnigk – spielt die Profihandball-Abteilung seit 2007 unter dem Namen Füchse Berlin in der Bundesliga. Dort konnte 2008 und 2009 jeweils durch einen Platz im Mittelfeld der Tabelle die Klasse gehalten werden. Die Heimspiele werden in der Max-Schmeling-Halle (von den Fans auch als „Fuchsbau“ bezeichnet) und der o2 World ausgetragen. Mit Konrad Wilczynski stellten die Füchse in der Saison 2007/08 mit 237 Toren den besten Bundesliga-Torschützen. 2014 gewannen die Füchse mit dem DHB-Pokal den ersten Titel der Vereinsgeschichte. In der Saison 2014/15 errang die Mannschaft den EHF Europa Pokal.
Nach der Meisterschaft 2009/10 in der Regionalliga Nordost spielte die zweite Handballmannschaft unter der Bezeichnung Füchse Berlin II in der 2. Handball-Bundesliga. Nach dem sofortigen Abstieg spielt der Verein seit der Saison 2011/2012 in der 3. Liga.

### Männliche A-Jugend (U19)
Im männlichen Jugendbereich ging man 2006 eine Spielgemeinschaft mit der SG Spandau ein. Seitdem konnte man einige Erfolge feiern. Die männliche A-Jugend gewann 2007 und 2008 die NOHV-Meisterschaft. Die männliche B-Jugend gewann 2010 die NOHV-Meisterschaft und ließ den Deutschen Meistertitel folgen.
Erfolge der männl. A-Jugend (U19) seit 2011:
- Deutscher A-Jugend-Meister 2011, 2012, 2013, 2014, 2018, 2019, 2020, 2021, 2023, 2024

### Frauen
Der Damenmannschaft gelang 2009 der Aufstieg in die 2. Bundesliga Nord. Dort spielt sie nach dem Zusammenschluss mit dem SV Berliner VG 49 zum BVB Füchse Berlin unter dem Namen Spreefüxxe.

## Fußball

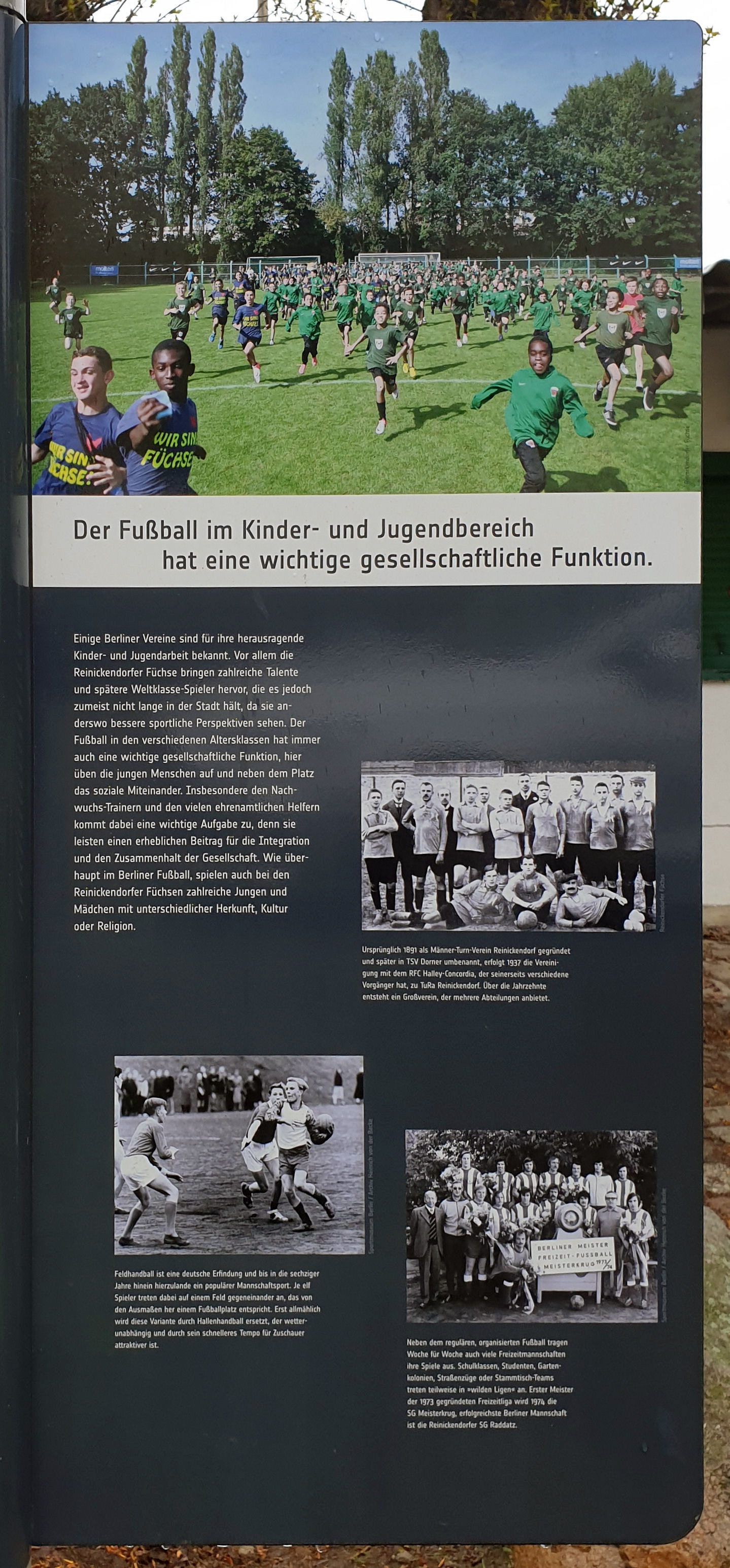
Gedenktafel am Füchse-Sportplatz in Berlin-Reinickendorf

Die Fußballmannschaft des Vorgängervereins der Füchse RFC Halley-Concordia spielte zwei Spielzeiten lang (1929 bis 1931) in der höchsten Spielklasse des VBB. Nach der Zwangsauflösung des Vereins 1945 und der Neugründung als SG Reinickendorf-Ost verpasste die Mannschaft die Qualifikation zur Berliner Stadtliga und spielte in den nächsten Jahren unterklassig. 1958 gelang der Aufstieg in die zweitklassige Amateurliga Berlin, in der die Füchse sich 1963 durch einen dritten Platz die Qualifikation zur Regionalliga Berlin sicherten. Dort spielten die Füchse bis zu ihrem Abstieg 1969 und danach bis zu deren Auflösung 1974 wieder in der Amateurliga.
Die Amateur- und Regionalliga wurden 1974 zugunsten der neugeschaffenen drittklassigen Oberliga Berlin abgeschafft. Die Reinickendorfer zählten von der ersten bis zur letzten Saison zum festen Bestandteil der Liga. Dort konnte der Verein sogar zweimal (1989, 1990) Meister werden, der Aufstieg in die 2. Bundesliga wurde jedoch in den Aufstiegsspielen verpasst. Danach gelang 1994 der Aufstieg in die Regionalliga Nordost. Die Klasse konnte man bis 1998 halten, als man zwangsabsteigen musste. 2003 konnte man durch einen Erfolg im Paul-Rusch-Pokal am DFB-Pokal teilnehmen. Dort verlor man nur knapp gegen den 1. FC Nürnberg. Mit der Berliner Meisterschaft 2007/08 gelang auch die Rückkehr in die Oberliga, der drei Jahre darauf der erneute Abstieg in die Berlin-Liga folgte. Am Ende der Saison 2013/14 stieg man schließlich in die Landesliga Berlin ab. Dort verblieb man jedoch nur ein Jahr, sodass die Füchse in der Saison 2015/16 in die Berlin-Liga zurückkehrten.
Von 2000 bis 2004 sowie von 2005 bis 2009; dazwischen hatte kurzzeitig Dirk Mankowski die Mannschaft übernommen; war Christian Backs als Trainer maßgeblich am Werdegang der Füchse beteiligt. Nachdem er 2009 wieder zu seinem Heimatverein BFC Dynamo wechselte, übernahm Oliver Kieback (vorher u. a. beim Spandauer SV und Lichtenberg 47), wie Backs ein Ex-Spieler der Reinickendorfer, das Traineramt. Nach dem Abstieg in die Landesliga, wurde die 1. Herrenmannschaft von Guido Perschk trainiert und es gelang der sofortige Wiederaufstieg in Berlins höchste Spielklasse. Nach einer sportlich relativ stabilen Saison 2015/16, gehörten die Füchse in den kommenden drei Spielzeiten zum Kreis der Abstiegskandidaten. Den Höhepunkt stellte die Saison 2018/19 dar, als man lange abgeschlagen auf einem Abstiegsplatz stand und erst am allerletzten Spieltag durch einen Heimsieg über Türkiyemspor vorübergehend den rettenden 15. Tabellenplatz erreichte. Der BFC Preussen verlor zwei Tage darauf sein Heimspiel gegen den TSV Rudow 1888 in der letzten Minute der Nachspielzeit mit 1:2 – Preussen steig ab, die Füchse hielten die Klasse. In der aktuellen Spielzeit 2021/22 spielen die Füchse um den Aufstieg in die NOFV-Oberliga Nord und belegen zum Jahresende 2021 den 2. Tabellenplatz. Im Berliner Landespokal gelang mit dem 3:2 über den BFC Dynamo die größte Pokalüberraschung dieser Spielzeit.

### Statistik ab 1991
| Saison    | Liga (Spielklasse)           | Platz | Sp | S  | U  | N  | Tore  | +/- | Punkte | Pokal (Berlin) |
| --------- | ---------------------------- | ----- | -- | -- | -- | -- | ----- | --- | ------ | -------------- |
| 1991/92   | Oberliga Nordost-Nord (III)  | 10/18 | 34 | 12 | 11 | 11 | 46:47 | 0−1 | 35:33  | Finale         |
| 1992/93   | Oberliga Nordost-Nord (III)  | 12/17 | 32 | 08 | 10 | 14 | 41:59 | −18 | 26:38  | Achtelfinale   |
| 1993/94   | Oberliga Nordost-Nord (III)  | 03/15 | 28 | 20 | 04 | 04 | 50:26 | +24 | 40:16  | Achtelfinale   |
| 1994/95   | Regionalliga Nordost (III)   | 06/18 | 34 | 15 | 10 | 09 | 53:41 | +12 | 40:28  | 2. Runde       |
| 1995/96   | Regionalliga Nordost (III)   | 09/18 | 34 | 11 | 10 | 13 | 36:33 | 0+3 | 43     | Viertelfinale  |
| 1996/97   | Regionalliga Nordost (III)   | 14/18 | 34 | 08 | 08 | 18 | 32:42 | −10 | 32     | Sieger         |
| 1997/98   | Regionalliga Nordost (III) ▼ | 16/18 | 34 | 08 | 07 | 19 | 27:64 | −37 | 31     | Achtelfinale   |
| 1998/99   | Oberliga Nordost-Nord (IV)   | 07/16 | 30 | 12 | 05 | 13 | 43:40 | 0+3 | 41     | 2. Runde       |
| 1999/2000 | Oberliga Nordost-Nord (IV)   | 02/16 | 30 | 17 | 08 | 05 | 44:22 | +22 | 59     | Viertelfinale  |
| 2000/01   | Oberliga Nordost-Nord (IV)   | 07/18 | 34 | 13 | 12 | 09 | 52:43 | 0+9 | 51     | k. A.          |
| 2001/02   | Oberliga Nordost-Nord (IV)   | 08/18 | 30 | 09 | 12 | 09 | 41:44 | 0−3 | 39     | Finale         |
| 2002/03   | Oberliga Nordost-Nord (IV)   | 11/19 | 36 | 13 | 07 | 16 | 60:56 | 0+4 | 46     | Sieger         |
| 2003/04   | Oberliga Nordost-Nord (IV)   | 09/19 | 36 | 12 | 07 | 17 | 56:59 | 0−3 | 43     | k. A.          |
| 2004/05   | Oberliga Nordost-Nord (IV) ▼ | 15/18 | 32 | 07 | 03 | 22 | 19:59 | −40 | 24     | k. A.          |
| 2005/06   | Verbandsliga Berlin (V)      | 04/18 | 34 | 16 | 10 | 08 | 60:41 | +19 | 58     | k. A.          |
| 2006/07   | Verbandsliga Berlin (V)      | 03/18 | 34 | 20 | 07 | 07 | 74:41 | +33 | 67     | k. A.          |
| 2007/08   | Verbandsliga Berlin (V) ▲    | 01/18 | 34 | 24 | 04 | 06 | 92:33 | +59 | 76     | Halbfinale     |
| 2008/09   | Oberliga Nordost-Nord (V)    | 06/16 | 30 | 12 | 08 | 10 | 44:40 | 0+4 | 44     | 3. Runde       |
| 2009/10   | Oberliga Nordost-Nord (V)    | 13/16 | 30 | 10 | 02 | 16 | 26:46 | −20 | 32     | Achtelfinale   |
| 2010/11   | Oberliga Nordost-Nord (V) ▼  | 15/16 | 30 | 05 | 06 | 19 | 25:63 | −38 | 21     | 4. Runde       |
| 2011/12   | Berlin-Liga (VI)             | 12/18 | 36 | 11 | 10 | 15 | 46:61 | −15 | 43     | 4. Runde       |
| 2012/13   | Berlin-Liga (VI)             | 13/18 | 34 | 12 | 11 | 11 | 57:55 | 0+2 | 47     | Viertelfinale  |
| 2013/14   | Berlin-Liga (VI) ▼           | 16/18 | 34 | 10 | 06 | 18 | 51:83 | −32 | 36     | 1. Runde       |
| 2014/15   | Landesliga (VII) ▲           | 02/15 | 28 | 19 | 05 | 04 | 67:30 | +37 | 62     | 1. Runde       |
| 2015/16   | Berlin-Liga (VI)             | 10/18 | 34 | 12 | 09 | 13 | 66:67 | 0−1 | 45     | 2. Runde       |
| 2016/17   | Berlin-Liga (VI)             | 14/18 | 34 | 11 | 04 | 19 | 58:78 | −20 | 37     | 1. Runde       |
| 2017/18   | Berlin-Liga (VI)             | 15/18 | 34 | 11 | 05 | 18 | 54:80 | −26 | 38     | Viertelfinale  |
| 2018/19   | Berlin-Liga (VI)             | 15/18 | 34 | 08 | 08 | 18 | 50:70 | −20 | 32     | 2. Runde       |
| 2019/20   | Berlin-Liga (VI)             | 07/18 | 21 | 10 | 03 | 08 | 43:38 | 0+5 | 33     | 2. Runde       |
| 2020/21   | Berlin-Liga (VI)             | 11/20 | 11 | 04 | 02 | 05 | 19:22 | 0−3 | 14     | abgebrochen    |
| 2021/22   | Berlin-Liga (VI)             | 04/19 | 36 | 23 | 05 | 08 | 79:34 | +45 | 74     | Achtelfinale   |
| 2022/23   | Berlin-Liga (VI)             | 05/18 | 34 | 20 | 07 | 07 | 89:41 | +48 | 67     | 1. Runde       |
| 2023/24   | Berlin-Liga (VI)             | 02/18 | 34 | 19 | 08 | 07 | 81:52 | +29 | 65     | 2. Runde       |
| 2024/25   | Berlin-Liga (VI)             | 05/18 | 34 | 17 | 09 | 08 | 73:42 | +31 | 60     | Achtelfinale   |

### Ehemalige Spieler (Auswahl)
- Christian Backs (mehrfacher Fußballmeister in der DDR mit dem BFC Dynamo)
- Francis Banecki (Profifußballer, u. a. bei Werder Bremen und Hertha BSC)
- Änis Ben-Hatira (tunesischer Nationalspieler, Profifußballer u. a. bei Hertha BSC und Hamburger SV)
- Muhamed Bešić (bosnischer Nationalspieler)
- Ibrahim Maza (algerischer Nationalspieler, Profifußballer bei Hertha BSC und Bayer 04 Leverkusen)
- Sascha Bigalke (deutscher Fußballspieler u. a. bei Hertha BSC und 1. FC Köln)
- Kevin-Prince Boateng (ghanaischer Nationalspieler, Profifußballer u. a. bei Borussia Dortmund, AC Mailand, Schalke 04 und Eintracht Frankfurt)
- Ashkan Dejagah (iranischer Nationalspieler, Profifußballer u. a. beim VfL Wolfsburg und Hertha BSC)
- Chinedu Ede (deutscher Jugendnationalspieler, Profifußballer u. a. beim 1. FC Union Berlin und Hertha BSC)
- Thomas Häßler (ehemaliger Deutscher Nationalspieler, Welt- und Europameister im Herrenfußball)
- Benjamin Köhler (deutscher Jugendnationalspieler, Profifußballer u. a. bei Eintracht Frankfurt und beim 1. FC Union Berlin)
- Anton Müller (später Profifußballer bei Hansa Rostock)
- Andreas Neuendorf (deutscher Jugendnationalspieler, Profifußballer u. a. bei Hertha BSC und Bayer 04 Leverkusen)
- Oliver Schröder (später Profifußballer beim VfL Bochum und FC Hansa Rostock)
- Timo Uster (gambischer Nationalspieler)

### Ehemalige Trainer (Auswahl)
- Gerd Achterberg
- Christian Backs
- Markus Zschiesche
- Wolfgang Sandhowe

## Basketball
Die Basketball-Abteilung des Vereins umfasst die 1. Herrenmannschaft (Bezirksliga) und die 2. Herrenmannschaft (Kreisliga). Außerdem gibt es eine Ü-45-Herrenspielgemeinschaft.

## Boxen
Derzeit (Mai 2015) sind über 50 Boxerinnen und Boxer beim Füchse Berlin Reinickendorf e. V. aktiv, wovon 10 regelmäßig bei Boxwettkämpfen teilnehmen. Trainiert werden sie von Boxtrainer Hendrik Nowak (B-Lizenz) vom Olympiastützpunkt Frankfurt an der Oder.

## Cricket
Mit der Aufnahme des Metropol Cricket Team Berlin als eigenständiger Fachbereich in der Fußballabteilung besteht bei den Reinickendorfer Füchsen seit 2007 auch die Möglichkeit, Cricket zu spielen. Vorerst ging mit den ehemaligen Spielerinnen des deutschen Damen-Meisters 2006 nur ein Damenteam an den Start, das sich aber mangels entsprechender Perspektiven in Deutschland und fehlender entsprechender Verbandsarbeit auflöste.
Seit Herbst 2007 gibt es eine Kooperation mit dem mehrfachen Deutschen Meister DSSC. Im Rahmen dieser Kooperation trainieren die Mannschaften beider Vereine (seit 2010 gibt es bei den Füchsen eine Herrenmannschaft) zusammen.

## Tischtennis
Die Damenmannschaft der Tischtennisabteilung gehörte in den 1980er Jahren zu den besten deutschen Teams. Manager war Gerhard Urbschat. Nach zweimaligem Aufstieg in Folge erreichte sie in der Saison 1985/1986 die 1. Bundesliga. Wegen des Rückzuges des Sponsors musste 1990/1991 die Mannschaft komplett neu formiert werden. Bekannte Spielerinnen waren in diesen Jahren Susanne Wenzel, Kirsten Krüger-Trupkovic, Margit Freiberg, Barbara Lippens und Jutta Trapp. 1993 gelang der Wiederaufstieg.
Derzeit (Sommer 2018) hat der Verein elf Herren- und vier Damenteams; die 1. Herren spielen in der Regionalliga, die 1. Damen in der 3. Bundesliga Nord.